# Askia Mohammed I Wielki

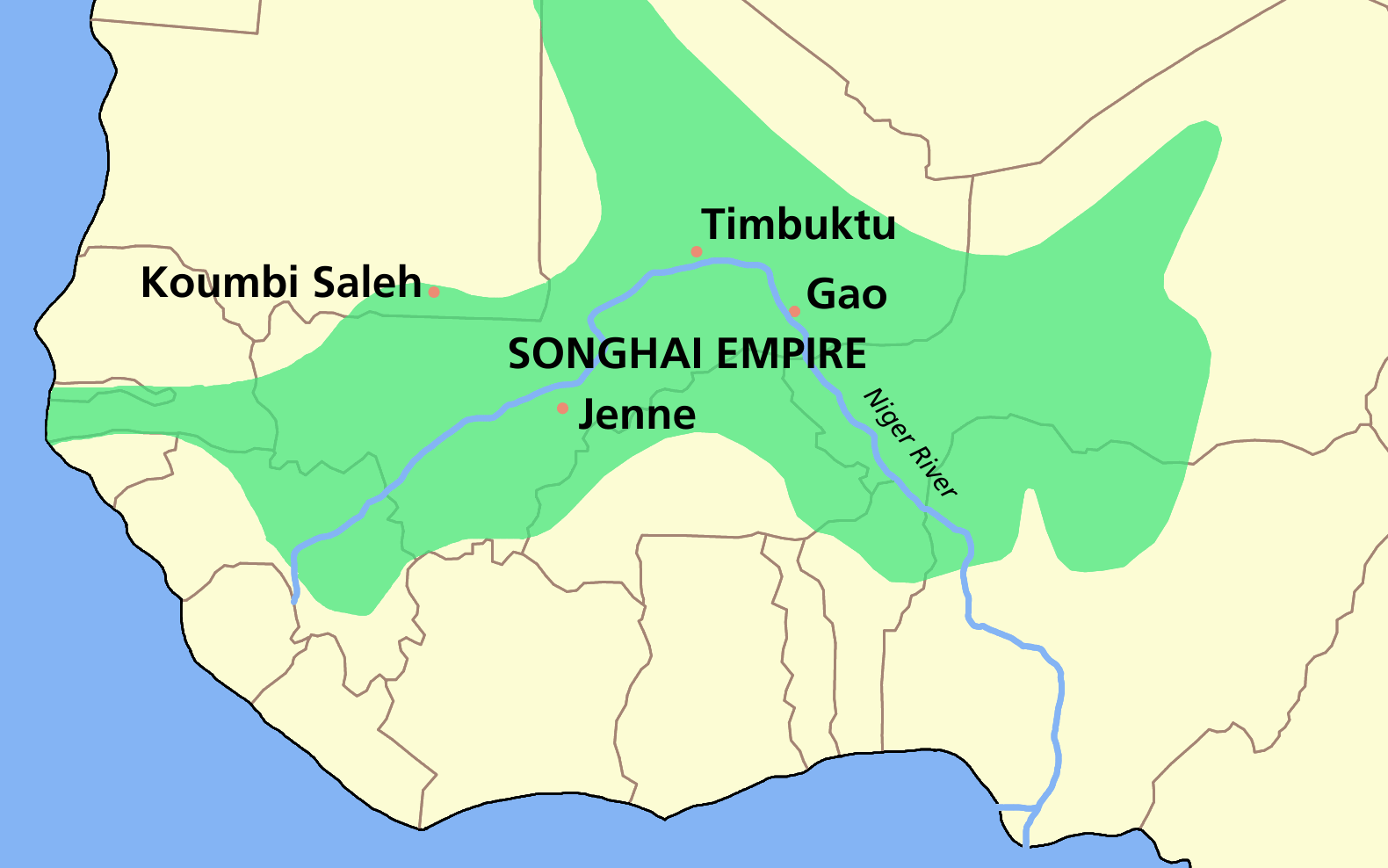
Państwo Songhaj ok. roku 1500

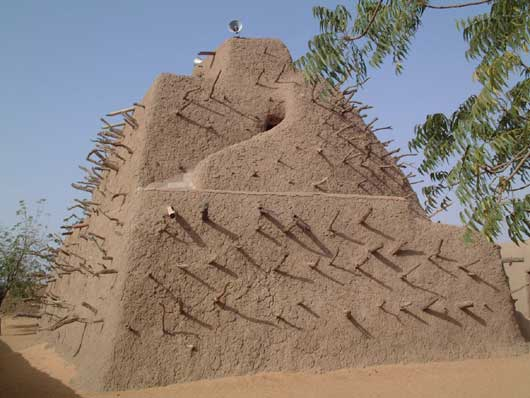
Grób Askii

Askia Mohammed I Wielki (arab. أسكيا محمد, również Muhammad ibn Bakr Ture, zm. 1538) – założyciel dynastii Askia, najwybitniejszy władca państwa Songhaj leżącego w Afryce Zachodniej.

## Życiorys

### Przejęcie władzy
Niewiele wiadomo o jego pochodzeniu. Był jednym z wodzów armii władcy Songhaju Sunni Alego. Po śmierci tego władcy w 1492 roku Askia Muhammad wystąpił zbrojnie przeciwko jego synowi Sunni Baru, którego pokonał w bitwie pod Anfao 12 kwietnia 1493 roku. W następstwie tego zwycięstwa sam objął władzę nad krajem.
Po objęciu tronu, Askia Muhammad przystąpił do wcielania w życie programu głębokich reform. Zwalczał tolerowane przez poprzednią dynastię wierzenia pogańskie i wprowadzał ortodoksyjny islam. Rozbudował też administracje, tworząc ministerstwa odpowiedzialne za sprawy finansów, wymiar sprawiedliwości, sprawy wewnętrzne i rolnictwo. Utworzył też potężną armię i flotyllę łodzi wojennych na rzece Niger.

### Wojny
W latach 1495–1497 Askia odbył pielgrzymkę do Mekki, gdzie został uhonorowany za zasługi w krzewieniu islamu symbolami władzy: szablą, białym turbanem i zielonym beretem. Po powrocie rozpoczął serię wypraw wojennych, których celem było rozszerzanie granic jego państwa oraz wpływów islamu. W latach 1498–1502 podporządkował sobie lud Mossi z Jatengi (Górna Wolta). Następnie w latach 1505-1506, skierował się przeciwko Tuaregom z masywu Aïr (okolice Agadez w Nigrze). W latach 1507–1514 jego wojska walczyły w Senegalu oraz na granicy dzisiejszego Nigru i Nigerii przeciwko Fulanom i Borgu. Jednak ta długa kampania nie przyniosła spodziewanych rezultatów. Mimo odniesionych zwycięstw nie udało się na trwałe podporządkować ludów północno-wschodniej Nigerii. Na domiar złego w czasie walk zbuntował się jeden z wasali Askii – władca Kebbi. Choć rebelia został stłumiona, stało się jasne, że dalsza ekspansja terytorialna Songhaju stała się już niemożliwa.

### Utrata władzy
Wkrótce potem stan zdrowia Askii Muhammada zaczął się z wolna pogarszać. Równocześnie między jego synami pojawiły się spory o sukcesję tronu. W 1528 roku ociemniały i schorowany Askia został usunięty z tronu przez syna Musę i osadzony na niewielkiej wyspie na rzece Niger. Z zesłania uwolnił go kolejny syn Ismail, po objęciu tronu. Askia Muhammad powrócił do stolicy Gao, gdzie na krótko przed śmiercią uroczyście przekazał Ismailowi swoją szablę i turban.